# 打鐵坑 (桃園市)
打鐵坑，是臺灣桃園市龍潭區的一個傳統地域名稱，位於該區南部。相較於今日行政區，其範圍大致為三林里中部偏東南地帶。

## 歷史
台灣清治末期至日治初期，打鐵坑地區為一街庄，稱為「打鐵坑庄」，隸屬於桃澗堡。該庄北與三角林庄為鄰，東北與十一份庄、三坑仔庄為鄰，東及東南與大坪庄為鄰，西南邊及西邊為銅鑼圈庄。
1901年（日治明治三十四年）11月，全台設置二十廳，該庄隸屬於桃仔園廳。1903年（明治三十六年），改名桃園廳。1909年（明治四十二年）10月，合併二十廳為十二廳，該庄隸屬不變。1920年（大正九年），廢十二廳改設五州二廳，該庄改制為「打鐵坑」大字，隸屬於新竹州大溪郡龍潭庄。
戰後龍潭庄改制為龍潭鄉，隸屬於新竹縣，大字亦改制為村。1950年桃、竹、苗分治，龍潭鄉改隸屬於桃園縣。2014年12月，桃園縣升格為直轄桃園市，龍潭鄉改制為龍潭區，村亦改制為里。

## 聚落
本地區發展較早的聚落為打鐵坑、石鎌仔、三厝烏、不義藔等，在日治期初期的官方地圖上已有記載。此外，尚有清水坑聚落。

## 交通
省道台3乙線是員樹林至深窩的幹道，大致以東北—西南走向蜿蜒經過打鐵坑地區。由該道路向東北轉北可前往大平、三坑子、淮子埔、番子寮、員樹林並止於省道台3線路口，向西南轉西北可前往銅鑼圈並止於省道台3線另一路口。
區道桃65線（富華街、富華街三林段、三角林街、民族路）是半路店至打鐵坑的道路，大致以東北—西南走向蜿蜒經過本地區西北部邊界地帶。由此道路向東北轉北北西可前往三角林、四方林並止於龍潭市區南側的龍華路口，向西南可前往西邊界外不遠處的省道台3乙線路口。